# George Pal
George Pal, alla nascita György Pál Marczincsak, (Cegléd, 1º febbraio 1908 – Los Angeles, 2 maggio 1980), è stato un regista, produttore cinematografico, animatore e tecnico degli effetti speciali ungherese naturalizzato statunitense.
Fra i film da lui girati figura L'uomo che visse nel futuro (1960), tratto dal romanzo La macchina del tempo di Herbert George Wells, interpretato fra gli altri da Rod Taylor, del quale è stato prodotto nel 2002 un remake dal titolo The Time Machine.
Pal è stato fra i primi registi a usufruire negli anni '50 e anni '60 dei moderni mezzi per la riproduzione di effetti speciali nella cinematografia.

## Biografia
Nacque a Cegléd in Ungheria, nell'allora Impero austro-ungarico, figlio di György Pál Marczincsak Sr. e della moglie Maria. Si diplomò alla Budapest Academy of Arts nel 1928 (all'età di 20 anni). Dal 1928 al 1931, diresse alcune pellicole per la Hunnia Films di Budapest.
Nel 1931, a 23 anni sposò Elisabeth "Zsoka" Grandjean, e si trasferì a Berlino, dove fondò la società Trickfilm-Studio Gmbh Pal und Wittke. In questo periodo collaborò principalmente con gli UFA Studios, e creò la tecnica d'animazione che in seguito utilizzò per la serie di pupazzi animati chiamata Puppetoons.
Nel 1933, lavorò a Praga; nel 1934 a Eindhoven, dapprima in una ex macelleria riadattata a studio, e poi in una villa chiamata Suny Home. Lasciò definitivamente la Germania dopo la presa del potere da parte del Partito Nazista.
Prima del 1939, girò cinque film per la compagnia britannica Horlicks Malted Milk. Nel dicembre dello stesso anno, trentaduenne, emigrò negli Stati Uniti con moglie e figlio, ed iniziò a lavorare per la Paramount Pictures. L'amico Walter Lantz lo aiutò ad ottenere la cittadinanza statunitense.
In qualità di animatore, ottenne ottimi riscontri con la serie Puppetoons negli anni quaranta, che gli fruttò un premio Oscar onorario nel 1944.
Negli anni cinquanta produsse svariate pellicole di genere science-fiction e fantastico, come Uomini sulla Luna (1950), Quando i mondi si scontrano (1951), e La guerra dei mondi (1953). Egli stesso diresse in prima persona Le meravigliose avventure di Pollicino (1958), L'uomo che visse nel futuro (1960), ritenuto il suo capolavoro, Atlantide, il continente perduto (1961) e, in coppia con Henry Levin, Avventura nella fantasia (1962).
Il 2 maggio 1980 George Pal morì all'età di 72 anni a Los Angeles, a seguito di un attacco cardiaco, e venne sepolto nell'Holy Cross Cemetery di Culver City, California. Il suo ultimo film, The Voyage of the Berg, al quale stava lavorando all'epoca del decesso, rimase incompiuto e non venne mai portato a termine.

## Filmografia

### Regista
- Le meravigliose avventure di Pollicino (Tom Thumb) (1958)
- L'uomo che visse nel futuro (The Time Machine) (1960)
- Atlantide, il continente perduto (Atlantis, the Lost Continent) (1961)
- Avventura nella fantasia (The Wonderful World of the Brothers Grimm) co-diretto da Henry Levin (1962)
- Le 7 facce del Dr. Lao (7 Faces of Dr. Lao) (1964)

### Produttore
- The great Rupert, regia di Irving Pichel (1950)
- Uomini sulla Luna (Destination Moon), regia di Irving Pichel (1950)
- Quando i mondi si scontrano (When Worlds Collide), regia di Rudolph Maté (1951)
- Il mago Houdini (Houdini), regia di George Marshall (1953)
- La guerra dei mondi (The War of the Worlds), regia di Byron Haskin (1953)
- Furia bianca (The Naked Jungle), regia di Byron Haskin (1954)
- La conquista dello spazio (Conquest of Space), regia di Byron Haskin (1955)
- Le meravigliose avventure di Pollicino (Tom Thumb) (1958)
- L'uomo che visse nel futuro (The Time Machine) (1960)
- Atlantide, il continente perduto (Atlantis, the Lost Continent) (1961)
- Avventura nella fantasia (The Wonderful World of the Brothers Grimm) (1962)
- Le 7 facce del Dr. Lao (7 Faces of Dr. Lao) (1964)
- La forza invisibile (The Power), regia di Byron Haskin (1968)
- Doc Savage, l'uomo di bronzo (Doc Savage: The Man of Bronze), regia di Michael Anderson (1975)